# Campeonato Metropolitano de Fútbol Femenino (Perú)
El Campeonato Metropolitano de Fútbol Femenino fue, desde 1996 al 2007, el máximo torneo de la Primera División de Fútbol Femenino en el Perú, organizado por la Federación Peruana de Fútbol. Posteriormente fue sucedido por el Campeonato Peruano de Fútbol Femenino de cuya etapa regional pasó a formar parte como la Región IV (Lima & Callao).

## Historia
El fútbol femenino en el Perú (organizado por la Federación) tiene tres etapas: Una independiente (1996-2008), una etapa como Región IV (2009-2022) dentro de la Copa Perú Femenina y otra etapa como Región Lima (2023-act.) dentro de la Liga de Ascenso Femenina.
Desde 1996 hasta el año 2008 tuvo un carácter regional en Lima. El campeón de sus primeras dos ediciones fue el Club Universitario de Deportes. En el 2008 se organizó la Copa Perú Femenina de carácter nacional. A partir del año 2009 hasta el 2022 el Campeonato Metropolitano fue identificado como Región IV. Estuvo integrado por equipos de tres regiones administrativas: el departamento de Lima, la provincia de Lima y la provincia constitucional del Callao; aunque en la práctica solo participaban clubes de la provincia de Lima y del Callao. A partir del 2023, se campeonato consta de equipos de la región de Lima, otorgándose al campeón la clasificación a la Etapa Interregional en la Liga de Ascenso Femenina.

## Historial
A continuación se muestra una lista con los campeones por cada año. Algunos años no cuentan con información suficiente. 
| Torneo                                                        | Temporada   | Campeón                                                                | Resultado                                                              | Subcampeón                                                             |
| ------------------------------------------------------------- | ----------- | ---------------------------------------------------------------------- | ---------------------------------------------------------------------- | ---------------------------------------------------------------------- |
| Campeonato Metropolitano Femenino (Primera División Femenina) | 1996        | Universitario de Deportes                                              | Desconocido                                                            | Desconocido                                                            |
| Campeonato Metropolitano Femenino (Primera División Femenina) | 1997        | Universitario de Deportes                                              | 2 – 1                                                                  | Sporting Cristal                                                       |
| Campeonato Metropolitano Femenino (Primera División Femenina) | 1998        | Sporting Cristal                                                       | Liga                                                                   | Sport Coopsol                                                          |
| Campeonato Metropolitano Femenino (Primera División Femenina) | 1999        | Sporting Cristal                                                       | Desconocido                                                            | Desconocido                                                            |
| Campeonato Metropolitano Femenino (Primera División Femenina) | 2000        | Sport Coopsol                                                          | Desconocido                                                            | Desconocido                                                            |
| Campeonato Metropolitano Femenino (Primera División Femenina) | 2001        | Universitario de Deportes                                              | Desconocido                                                            | Desconocido                                                            |
| Campeonato Metropolitano Femenino (Primera División Femenina) | 2002        | Universitario de Deportes                                              | 3 – 2                                                                  | Sport Boys                                                             |
| Campeonato Metropolitano Femenino (Primera División Femenina) | 2003        | Universitario de Deportes                                              | 2 – 1                                                                  | Sport Boys                                                             |
| Campeonato Metropolitano Femenino (Primera División Femenina) | 2004        | JC Sport Girls                                                         | 2 – 1                                                                  | Sport Boys                                                             |
| Campeonato Metropolitano Femenino (Primera División Femenina) | 2005        | No se disputó por la participación en los Juegos Bolivarianos de 2005. | No se disputó por la participación en los Juegos Bolivarianos de 2005. | No se disputó por la participación en los Juegos Bolivarianos de 2005. |
| Campeonato Metropolitano Femenino (Primera División Femenina) | 2006        | JC Sport Girls                                                         | Liga                                                                   | Mun. de Santiago de Surco                                              |
| Campeonato Metropolitano Femenino (Primera División Femenina) | 2007        | Desconocido                                                            | Desconocido                                                            | Desconocido                                                            |
| Campeonato Metropolitano Femenino (Primera División Femenina) | 2008        | Desconocido                                                            | Desconocido                                                            | Desconocido                                                            |
| Región IV (Lima & Callao)                                     | 2009        | JC Sport Girls                                                         | 2 – 0                                                                  | Real Maracaná                                                          |
| Región IV (Lima & Callao)                                     | 2010        | JC Sport Girls                                                         | Ganador TA y TC                                                        | Desconocido                                                            |
| Región IV (Lima & Callao)                                     | 2011        | JC Sport Girls                                                         | 3 – 1                                                                  | Real Maracaná                                                          |
| Región IV (Lima & Callao)                                     | 2012        | JC Sport Girls                                                         | Desconocido                                                            | Desconocido                                                            |
| Región IV (Lima & Callao)                                     | 2013        | Real Maracaná                                                          | 1 – 0                                                                  | JC Sport Girls                                                         |
| Región IV (Lima & Callao)                                     | 2014        | Universitario de Deportes                                              | 4 – 1                                                                  | Asociación Fuerza Cristal                                              |
| Región IV (Lima & Callao)                                     | 2015        | Universitario de Deportes                                              | Desconocido                                                            | Desconocido                                                            |
| Región IV (Lima & Callao)                                     | 2016        | Universitario de Deportes                                              | Liga                                                                   | La Cantera                                                             |
| Región IV (Lima & Callao)                                     | 2017        | JC Sport Girls                                                         | Desconocido                                                            | Desconocido                                                            |
| Región IV (Lima & Callao)                                     | 2018        | JC Sport Girls                                                         | 3 – 2                                                                  | La Cantera                                                             |
| Región IV (Lima & Callao)                                     | 2019        | Universitario de Deportes                                              | 2 – 1                                                                  | Alianza Lima                                                           |
| Región IV (Lima & Callao)                                     | 2020 - 2021 | No disputados por Pandemia del COVID                                   | No disputados por Pandemia del COVID                                   | No disputados por Pandemia del COVID                                   |
| Región IV (Lima & Callao)                                     | 2022        | Colmillo Comas FC                                                      | 8 – 1                                                                  | Aviar Soccer del Callao                                                |
| Región Lima (Liga de Ascenso)                                 | 2023        | La Cantera                                                             | 1 – 1 (4:3 p.)                                                         | Cultural Lima                                                          |
| Región Lima (Liga de Ascenso)                                 | 2024        | Colmillo Comas FC                                                      | 3 – 3 (2:1 p.)                                                         | Valencia Deport Club                                                   |
| Región Lima (Liga de Ascenso)                                 | 2025        |                                                                        |                                                                        |                                                                        |

## Palmarés
| Pos. | Club                      | Títulos | Ediciones                                            |
| ---- | ------------------------- | ------- | ---------------------------------------------------- |
| 1    | Universitario de Deportes | 9       | 1996, 1997, 2001, 2002, 2003, 2014, 2015, 2016, 2019 |
| 2    | JC Sport Girls            | 8       | 2004, 2006, 2009, 2010, 2011, 2012, 2017, 2018       |
| 3    | Sporting Cristal          | 2       | 1998, 1999                                           |
| 4    | Colmillo Comas FC         | 2       | 2022, 2024                                           |
| 5    | Sport Coopsol             | 1       | 2000                                                 |
| 6    | Real Maracaná             | 1       | 2013                                                 |
| 7    | La Cantera                | 1       | 2023                                                 |